# Ortaköy (district, Aksaray)
Ortaköy is een Turks district met 58.873 inwoners in de provincie Aksaray. Hoofdplaats is de gelijknamige plaats Ortaköy.

## Plaatsen
- Akpınar
- Balcı
- Camuzluk
- Ceceli
- Cumalı
- Çetin
- Durhasanlı
- Gökkaya
- Gökler
- Hacımahmutuşağı
- Hacıibrahimuşağı
- Hıdırlı
- Hocabeyli
- Karapınar
- Kümbet
- Namlıkışla
- Oğuzlar
- Pınarbaşı
- Pirli
- Reşadiye
- Salarıalaca
- Salarıgödeler
- Satansarı
- Seksenuşağı
- Yıldırımlar

Ağaçören · Aksaray · Eskil · Gülağaç · Güzelyurt · Ortaköy · Sarıyahşi